# Толидо Уоллай
«Толидо Уоллай» (англ. Toledo Walleye) — профессиональная хоккейная команда, выступающая в Центральном дивизионе Западной конференции ECHL. Базируется в городе Толидо, штат Огайо, США.
«Уоллай» были основаны в 1991 году как «Толидо Шторм». Свои домашние игры проводят на арене «Хантингтон Центр», которая была открыта в 2009 году. С начала сезона 2009–10 команда начала сотрудничать с «Детройт Ред Уингз» из Национальной хоккейной лиги (НХЛ) и «Гранд-Рапидс Гриффинс» из Американской хоккейной лиги (АХЛ), заключив соглашение до сезона 2023–24.
В настоящее время команда принадлежит и управляется компанией Toledo Arena Sports, Inc. Нынешняя группа владельцев является дочерней компанией Toledo Mud Hens Baseball Club, Inc., другой компании, которая владеет и управляет «Толидо Мад Хенс».

## Достижения
- Победитель регулярного сезона (5): 1991–92, 2002–03, 2014–15, 2016–17, 2021–22;

Выиграли регулярный сезон 1991–92, 2002–03 как «Толидо Шторм».

## Принципиальные соперники
Игры «Толидо» с командами «Форт-Уэйн Кометс» и «Цинциннати Сайклонс» носит принципиальный характер.